# Cidaris cidaris
Oursin porte-lance, Oursin-lance gris, Oursin-bâton
Espèce
Synonymes
- Echinus cidaris Linnaeus, 1758
- Cidaris papillata Leske, 1778
- Cidarites hystrix Lamarck, 1816
- Cidaris borealis Düben et Koren, 1846
- Dorocidaris abyssicola Agassiz A., 1869
- Dorocidaris papillata Ludwig, 1879
- Dorocydaris papillata Brusina, 1908
- Cydaris cydaris Karlovak, 1959

L’Oursin porte-lance (Cidaris cidaris) est une espèce d'échinodermes de la famille des Cidaridae, vivant dans les eaux profondes.

## Description
C'est un oursin régulier de grandes profondeurs, généralement gris clair (mais souvent couvert d'épibiontes), au corps (le « test ») rond plutôt réduit (7-8 cm maximum) et fortement tuberculé pour permettre l'implantation d'épines (« radioles ») particulièrement longues, épaisses et robustes. Celles-ci sont généralement grises ou marron (leur couleur changeant avec la couverture épibiotique), et leur longueur dépasse souvent le double du diamètre du test. Le diamètre total de l'animal, piquants compris, peut donc dépasser les 20 cm. Les radioles primaires sont grises et couvertes d'épibiontes (mais les plus récentes sont encore roses), et assez longues (plus de deux fois le diamètre du test), mais leur longueur peut varier (d'autant qu'elles peuvent se briser, et que l'oursin les régénère lentement). Elles sont épaisses, solides et leur bout n'est pas piquant : elles servent aussi à la locomotion. Des radioles secondaires, beaucoup plus réduites, en forme de petites écailles allongées, protègent le corps en étant plaquées sur le test et la base des radioles primaires. Chaque plaque ambulacraire porte un mamelon (et donc une radiole primaire) et deux perforations.
Vues de près et nettoyés de leurs épibiontes, les radioles primaires apparaissent dentelées (ce qui permet de les distinguer des Stylocidaris).

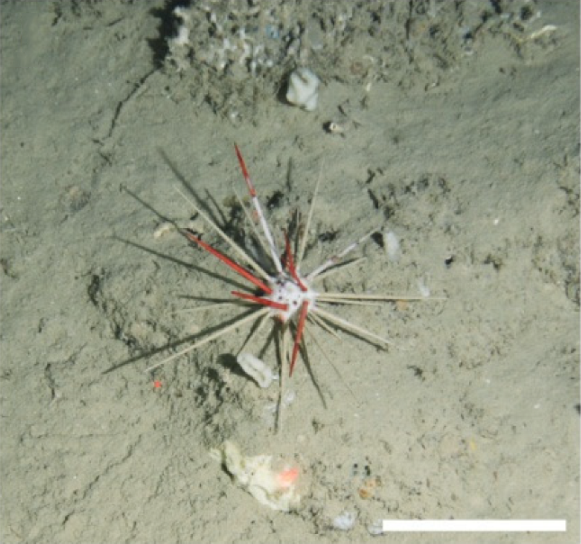
Spécimen in situ (-420 m)
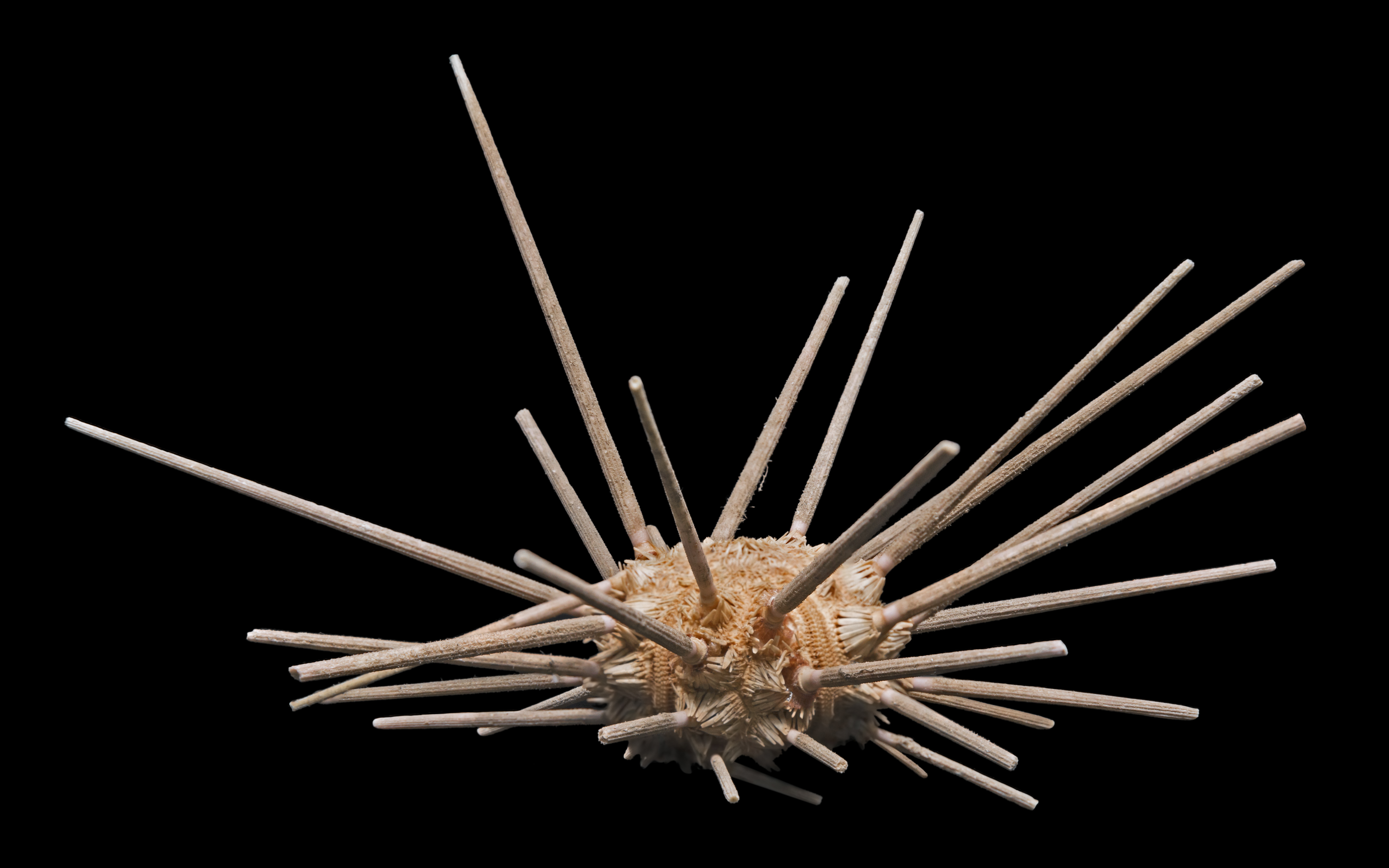
Spécimen naturalisé au MHNT.
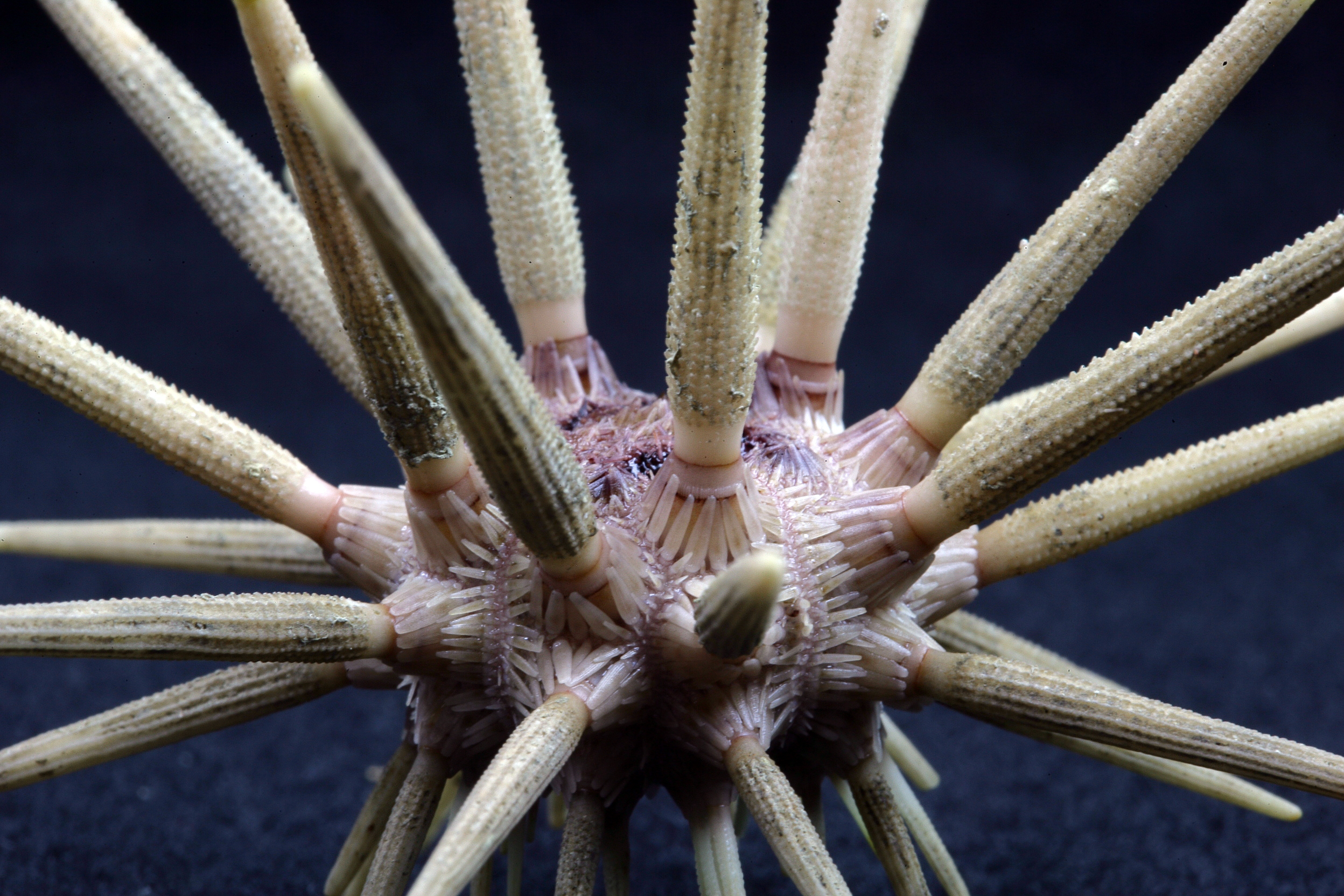
gros plan sur le test d'un individu sans épibiontes.
Spécimens de muséum.

## Répartition
Cet oursin habite les eaux profondes (de 30 à plus de 1 000 mètres de profondeur) de l'Atlantique Est (des Açores à la Norvège) et se trouve ponctuellement en Méditerranée occidentale et adriatique, notamment autour des îles Éoliennes (Lipari). Il affectionne les fonds meubles, sablo-vaseux ou détritiques, mais peut aussi se rencontrer sur des rochers.

## Écologie et comportement
C'est un oursin plutôt sédentaire, au mode de vie lent. Très polyphage et détritivore, il se nourrit d'algues quand c'est possible mais aussi de presque tout type de matière organique qu'il trouve dans ses déplacements, y compris des animaux sessiles comme des éponges, des cnidaires ou même des mollusques.
La reproduction est gonochorique, et mâles et femelles relâchent leurs gamètes en même temps en pleine eau, où œufs puis larves vont évoluer parmi le plancton pendant quelques semaines avant de se fixer.

## Cidaris cidariset l'Homme
Cet oursin est souvent pris par erreur dans les filets des chalutiers de fond, qui le rejettent car il n'est d'aucune valeur commerciale. C'est pourquoi il arrive d'en trouver des individus à des profondeurs ne correspondant pas à leur répartition normale, notamment dans les ports de pêche.

### Origine du nom
Le terme « Cidaris » vient du grec Kidaris, qui était le nom donné par les Grecs de l'Antiquité à la coiffe que portaient les rois Perses.
En français, cette espèce a plusieurs noms vernaculaires : Oursin porte-lance, oursin-lance gris, oursin boutonné, oursin bâton, oursin crayon, oursin baguettes.
Dans les autres langues, il est appelé Crany cidaris (anglais), Grauer Lazenseeigel (allemand), et Tabaquera (espagnol et catalan).

## Liste des sous-espèces
Selon World Register of Marine Species (9 février 2014) :

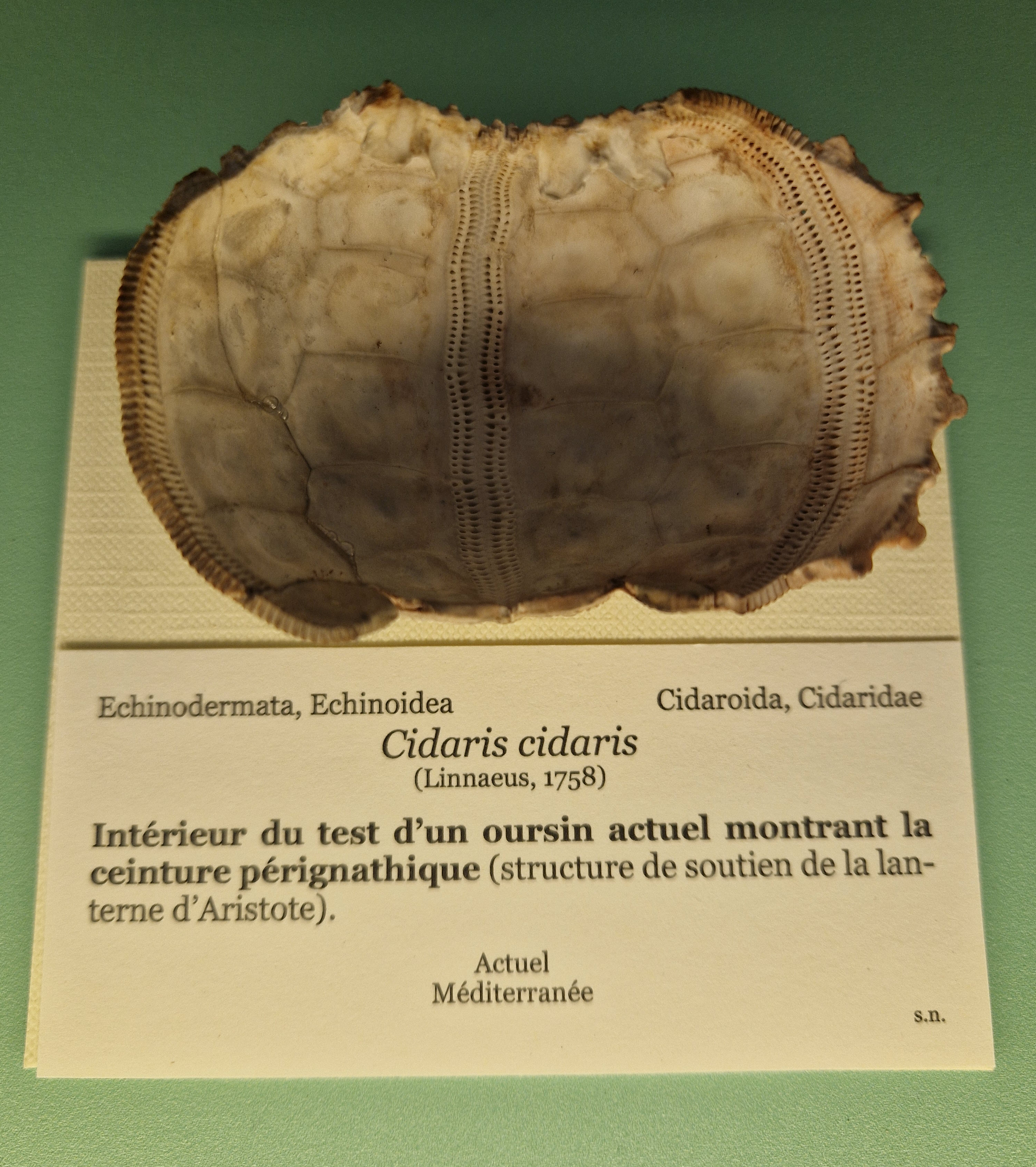
Cidaris cidaris (Linnaeus, 1758)

- sous-espèce Cidaris cidaris cidaris (Linnaeus, 1758)Cidaris cidaris (Linnaeus, 1758)
- sous-espèce Cidaris cidaris meridionalis Mortensen, 1928